# Белый, Руслан Викторович
Русла́н Ви́кторович Бе́лый (род. 28 декабря 1979, Прага, Чехословакия) — российский комик, продюсер, телеведущий и юморист. В прошлом — постоянный участник Comedy Club, член команды КВН «Седьмое небо», а также участник телепроектов ТНТ: «Смех без правил», «Убойная лига», «Убойной ночи» и «Comedy Баттл». Создатель и продюсер шоу Stand Up.

## Биография
Родился в Праге, где в то время служил его отец. Когда Руслану исполнилось 11 лет, он с семьёй переехал в Польшу, где прожил 4 года. Когда Руслану было 14 лет, семья переехала в город Бобров Воронежской области. Отец Руслана хотел, чтобы его сын тоже стал военным, поэтому Белый сразу после школы поступил в Воронежский военный авиационный инженерный университет.
Курсантом Руслан увлёкся игрой в КВН, был участником воронежской команды «Седьмое небо», в составе которой выиграл «Малый КиВиН в светлом» в Юрмале в 2004 году. Пять лет служил по контракту. Имеет воинское звание капитан, награждён Медалью «За отличие в военной службе» III степени.
После службы в армии Белый поступил в Воронежский государственный аграрный университет имени императора Петра I, где в 2003 году получил гражданское образование. Параллельно с учёбой Руслан также развивался, как стендап-комик, выступая в Воронеже.
В середине 2000-х годов стал участвовать в воронежском филиале Comedy Club, где он познакомился с Юлией Ахмедовой и совместно с ней начал выступать в команде КВН «25-я». Позже был приглашен в шоу «Смех без правил», но отказался. Приехал туда только после третьего приглашения и занял 1-е место, выиграв 700 000 рублей, на которые приобрел квартиру в Воронеже.
В сентябре 2013 года создал шоу Stand Up, став его продюсером. После выхода двух сезонов передачи Руслан организовал юмористический фестиваль под названием «Stand Up Фестиваль», где свои навыки стендап-комедиантов демонстрировали начинающие комики.
Кроме того, Руслан Белый принимал участие в таких юмористических передачах, как «Убойная Лига» (в качестве участника и новогоднего ведущего), «Comedy Баттл» (в качестве члена жюри), «Прожарка» (В качестве основного героя и в качестве «прожарщика»), «Что было дальше?» (в качестве одного из героев передачи).
В 2017 году организовал шоу для начинающих стендаперов «Открытый микрофон» (рубрика с таким же названием была ранее в передаче Stand Up), где стал одним из наставников. Был ведущим и организатором стендап-тура «Комик в городе» (2018), одним из ведущих ночного ток-шоу Talk (2020).
В апреле 2020 года совместно с психологом Ольгой Кузнецовой создал проект на YouTube под названием «Чужие письма». 1 сентября 2023 года Минюст РФ признал его иностранным агентом.

## Общественная позиция
Выступил против вторжения России на Украину, в своём выступлении высмеял решение Путина напасть на Украину, а также пошутил над пропагандистами и «официальными источниками» информации о вторжении. Координатор отделения ЛДПР в Воронеже Павел Большов обратился в местный следственный комитет России с просьбой проверить выступление Руслана Белого на экстремизм.

## Личная жизнь
Женился в 2022 году. В 2023 году пара переехала в Барселону, где у них родилась дочь.